# 靈雲寺哲學廟
24°59′37″N 121°21′49″E / 24.993733°N 121.363646°E
靈雲寺哲學廟，簡稱靈雲寺，是位於臺灣桃園市龜山區兔坑里的玄天上帝廟。主神為玄天上帝，並以來源為依據，供奉盤古開天起的古老人、女媧娘娘等神祇。

## 創建人
1920年出生的謝石德為南投縣鹿谷鄉人，出身家境貧困，後自創兼具佛、道、儒及地方宗教信仰的教派。 法號「造化乃」、信徒稱「一化智上人」、「化智上人」、「佛詩人」、「無形詩人」。1991年，他在桃園縣龜山鄉兔坑村茶專路創立主祀玄天上帝的靈雲寺哲學廟。晚年，他開始只喝粥水、沙士，說要淨身，身形遂日益消瘦。住持蕭聰議回憶，謝石德往生前兩個月，醫護人員已難以打針，因身體肌肉組織都已纖維化。1998年2月28日清晨過世。
謝石德為繼汐止慈航堂慈航法師、北投安國寺瀛妙老和尚、新店海藏寺清嚴法師、基隆德休師父、龍發堂釋開豐後，在臺灣第六位以肉身供人參拜者。

## 廟內
內殿樓板挑高，玄天上帝主神像高18尺，並副祀麒麟、鬼王、包公、三太子、四大金剛及女媧等。信徒還將謝石德肉身貼上金箔，2002年6月22日移到此廟讓人參拜。
廟內還有一尊謝石德在建廟前於台中委託工匠打造的蔣公銅像，高約2.5公尺。後因有民眾不以為然，謝石德就命弟子蕭財元在銅像身上用紅字添了「總統是天庭虎頭星 你不可假瘋」等語，告訴民眾該像為神祇不可輕蔑。參拜民眾多為在地的外省二代，也曾有退役將軍專程遠道而來追思。蕭財元說，去蔣化正盛時，對於有人反對供奉，他會解釋功、過分開論述。

## 組織
身為主持的蕭財元說廟內並不幫信眾點光明燈、安太歲，補運的法事，僅願意接受信徒自由捐獻，所以運作狀況不佳。信徒約在1993年左右組織名為「中國評定見證會」的宗教社團，曾在2003年11月末舉行徒步環島的祈福活動。

## 圖集

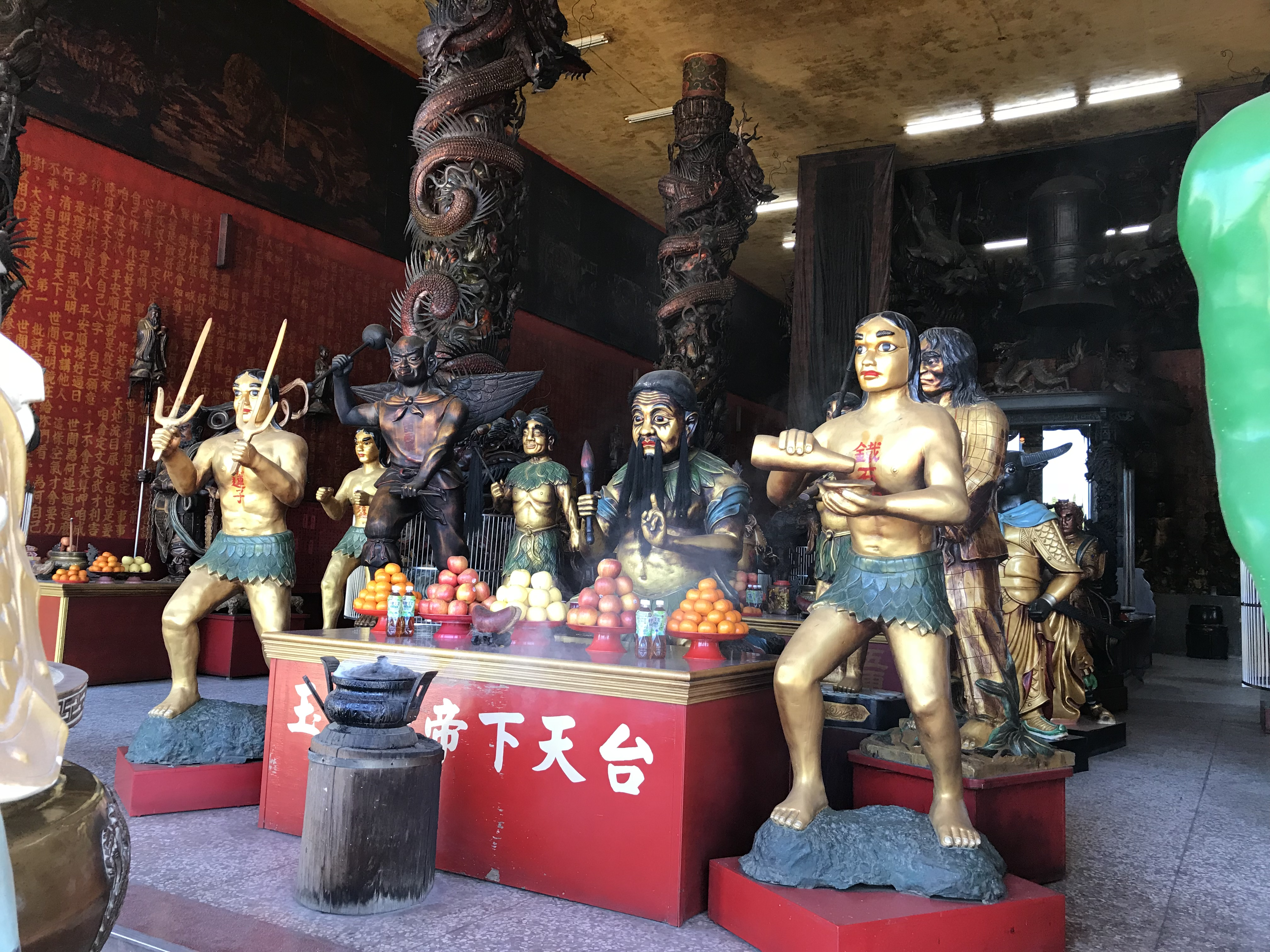
雷神等神像。
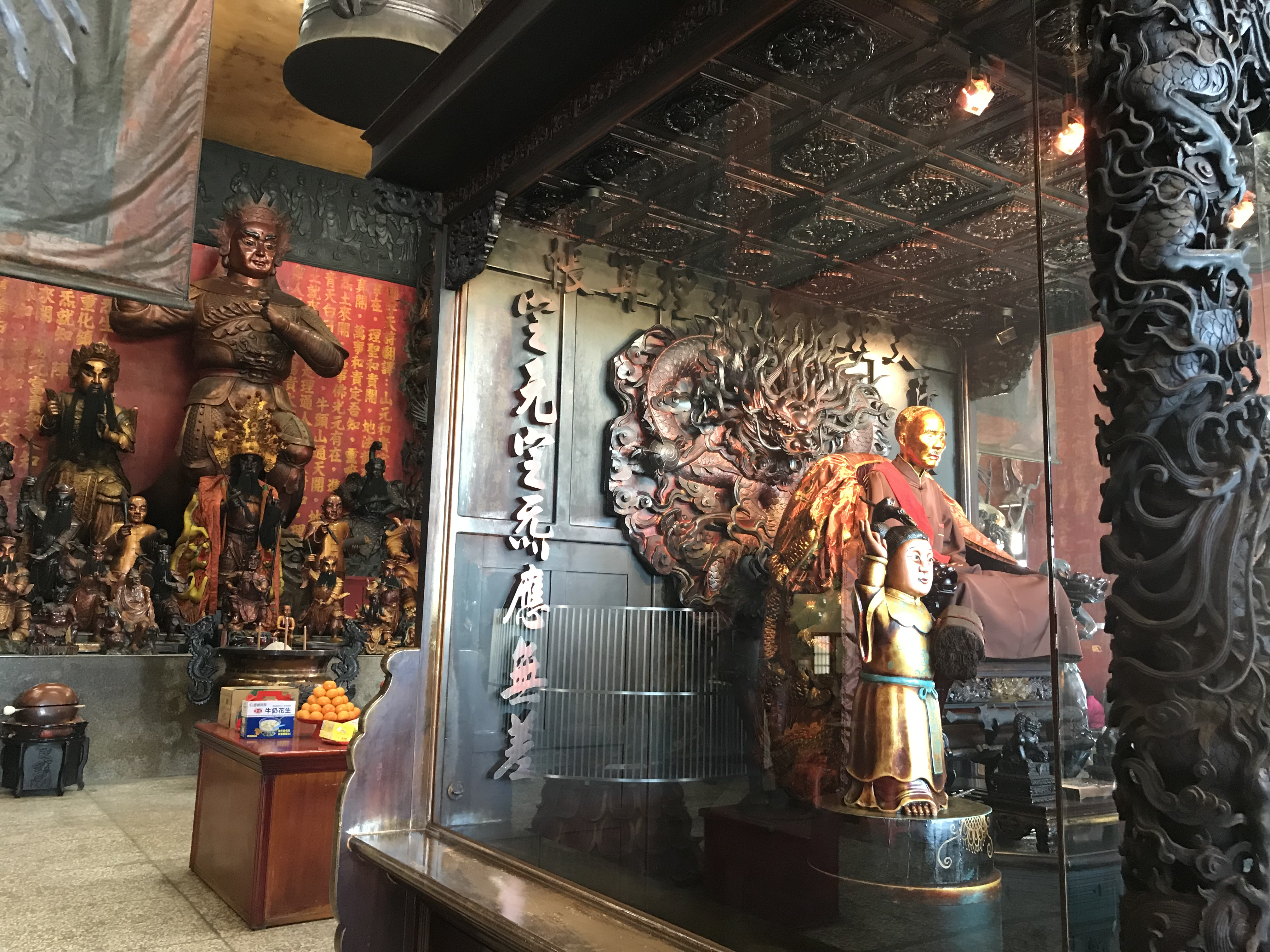
謝石德肉身與背後的玄天上帝像。
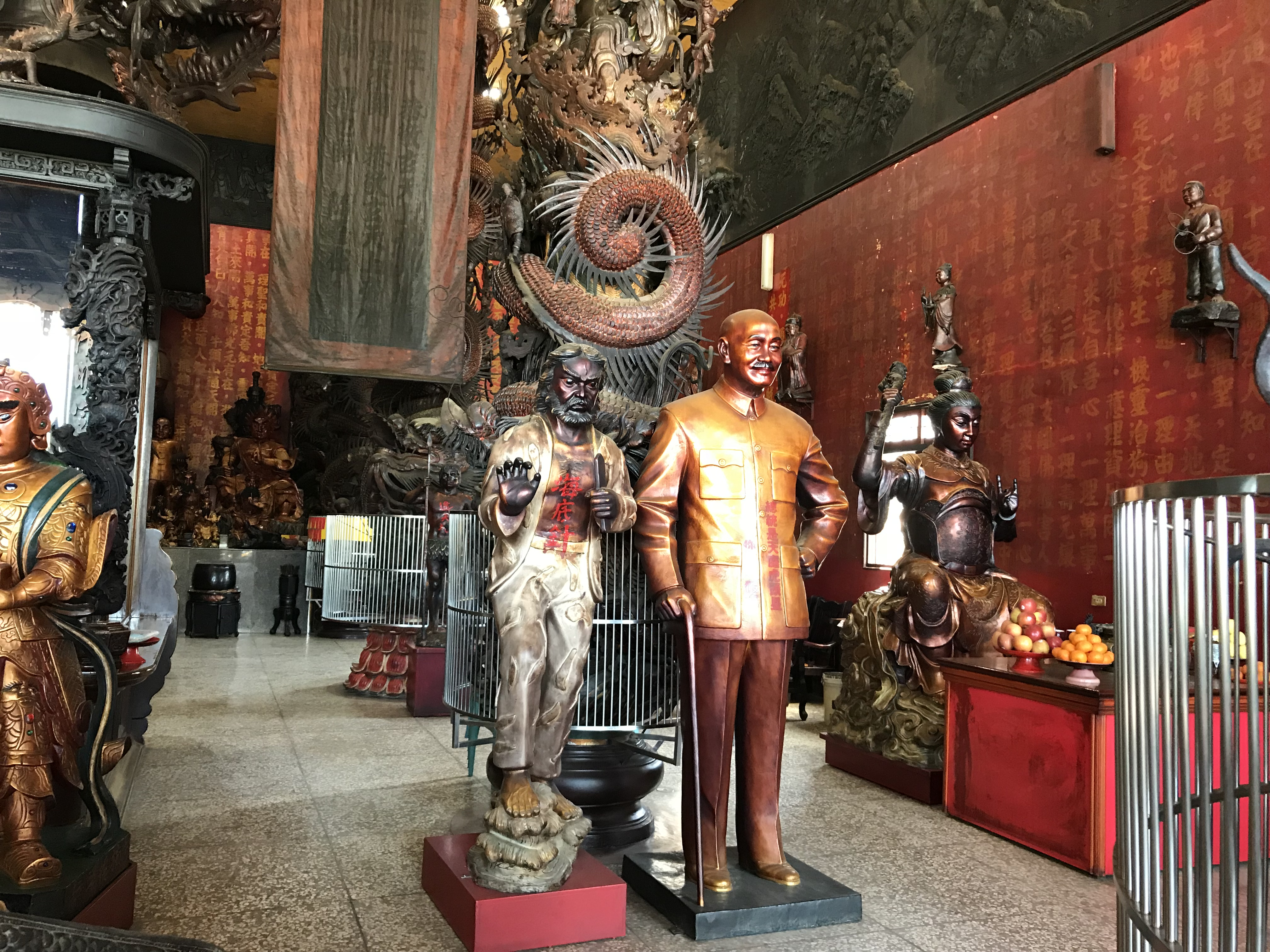
蔣中正像
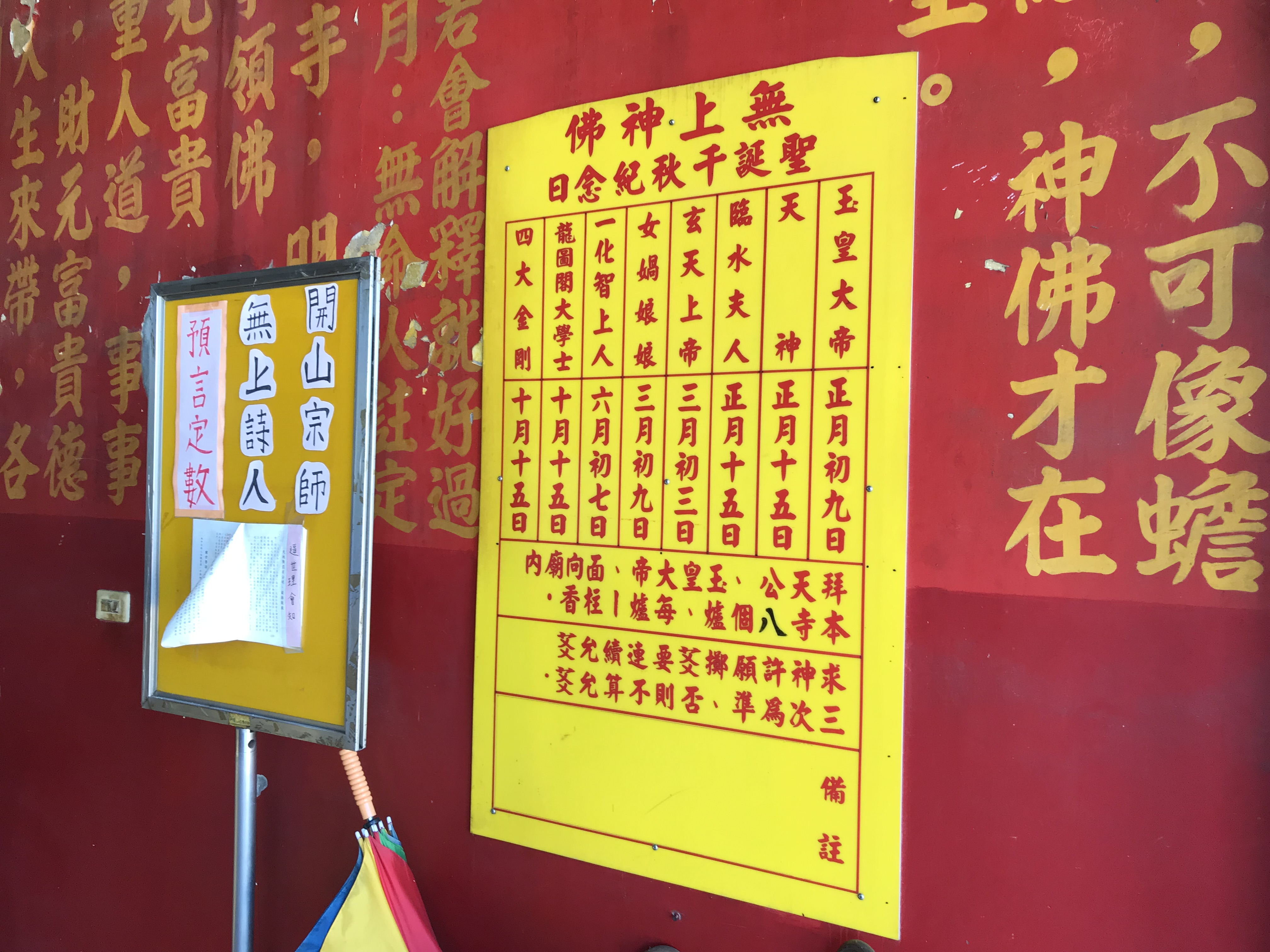
以三月初三為主神誕辰。
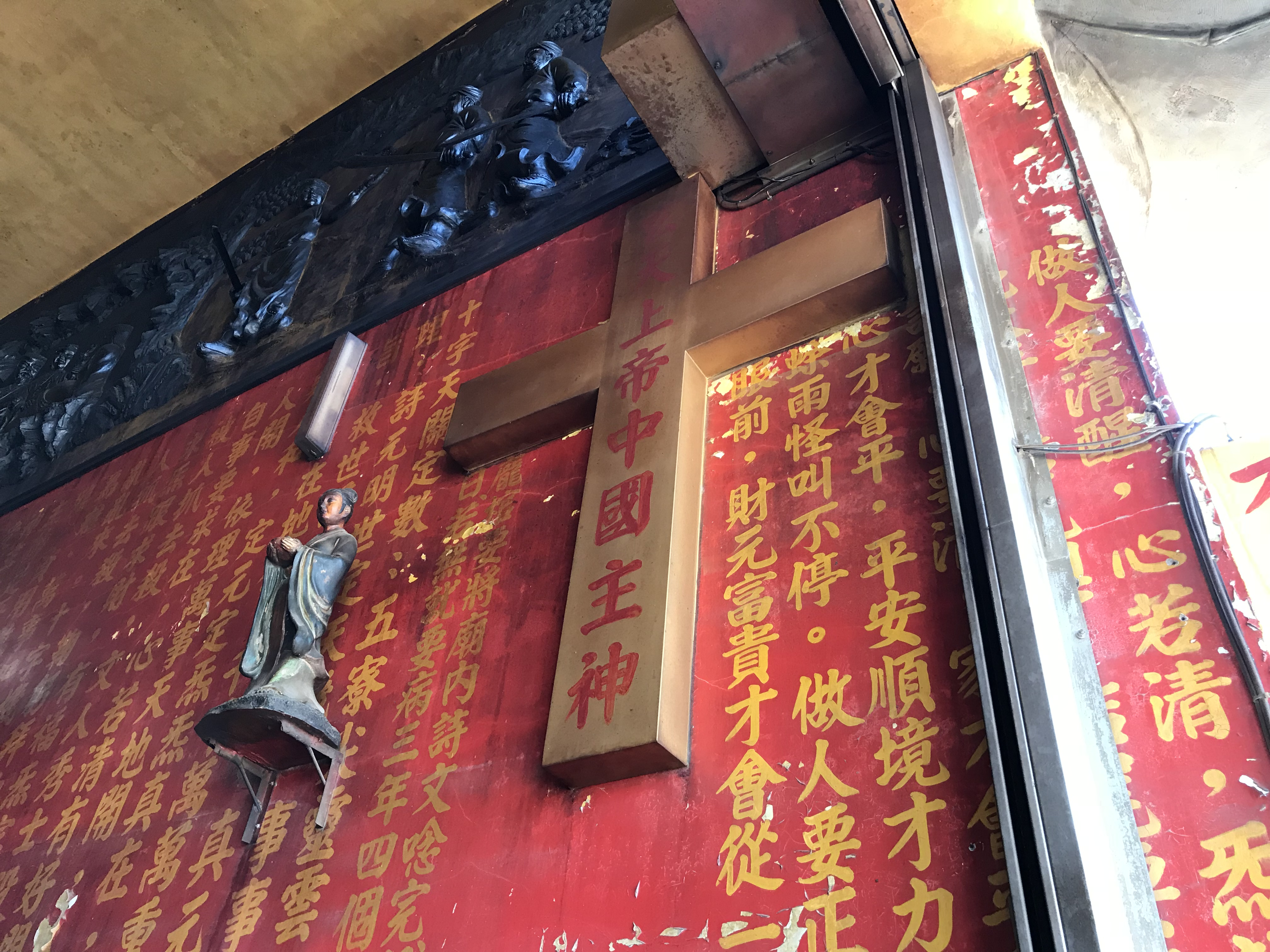
廟內也有十字架，其上文字为“玄天上帝中國主神”。

## 外部連結
- 靈雲寺哲學廟的Facebook專頁
- 官方网站